# 착상전 유전자 진단

착상전 유전자 진단(Preimplantation genetic diagnosis,PGD)은 시험관 아기를 착상전에 유전자를 검사하는 방법이다. 보통 8세포기나 16세포기에 한 세포를 꺼내는 방법으로 이뤄진다.
원하지 않는 아기는 폐기된다는 논란을 빚고 있다. 대한민국의 경우 태아 성 감별목적의 PGD는 허용하지 않으나 부모가 유전병인자가 있는 경우 PGD를 허용한다.

## 같이 보기
- 생명윤리
- 맞춤아기